# 纳杰
纳杰（1960年4月—），男，回族，云南昆明人，中华人民共和国政治人物。

## 生平
2012年5月，纳杰出任中共文山壮族苗族自治州党委书记，并于2017年6月当选为中共十九大代表。2017年7月，转任云南省人民政府秘书长。
2018年，纳杰当选为云南省人大常委会副主任，2023年届满卸任。